# Liste der Kulturgüter in Au SG
Die Liste der Kulturgüter in Au SG enthält alle Objekte in der Gemeinde Au im Kanton St. Gallen, die gemäss der Haager Konvention zum Schutz von Kulturgut bei bewaffneten Konflikten, dem Bundesgesetz vom 20. Juni 2014 über den Schutz der Kulturgüter bei bewaffneten Konflikten sowie der Verordnung vom 29. Oktober 2014 über den Schutz der Kulturgüter bei bewaffneten Konflikten unter Schutz stehen.
Objekte der Kategorie A sind im Gemeindegebiet nicht ausgewiesen, Objekte der Kategorie B sind vollständig in der Liste enthalten, Objekte der Kategorie C fehlen zurzeit (Stand: 1. Januar 2023).

## Kulturgüter
| Foto |                                                                           | Objekt                                         | Kat. | Typ | Standort                                    | Beschreibung |
| ---- | ------------------------------------------------------------------------- | ---------------------------------------------- | ---- | --- | ------------------------------------------- | ------------ |
| BW   | Datei hochladen · Wikidata zu Villa Stoffel (Q29786368)                   | Villa Stoffel KGS-Nr.: 14004                   | B    | G   | Heerbrugg, Gartenstrasse 13 764977 / 253002 |              |
| ja   | Datei hochladen · Wikidata zu Katholische Kirche Maria Geburt (Q29786367) | Katholische Kirche Maria Geburt KGS-Nr.: 14005 | B    | G   | Kirchweg 10.2 765580 / 255942               |              |
| ja   | Datei hochladen · Wikidata zu Katholische Kirche Bruder Klaus (Q55382600) | Katholische Kirche Bruder Klaus KGS-Nr.: 16671 | B    | G   | Heerbrugg, Kirchstrasse 4.1 765140 / 253622 |              |